# Видибір (станція)
Видибір (біл. Відзібор) — станція Барановицького відділення Білоруської залізниці в Столинському районі Берестейської області. Розташована в селі Видибір.